# Gera Samba
Gera Samba est un groupe brésilien de pagode baiano, originaire de Salvador, Bahia. Le groupe ne remporte qu'un seul prix ABPD avec l'album studio É o Tchan, sorti en 1995 et certifié double disque de platine en 1996 pour les plus de 500 000 exemplaires vendus dans le pays.

## Histoire
Le groupe est formé en 1992 avec dix musiciens. Il subit quelques transformations au fil du temps. Au début, Gera Samba maintient un style pagode baiano, l'une de ses chansons les plus célèbres étant A Cordinha.
Avant d'entrer de se professionnaliser, Gera Samba ne se produit que dans les bars et les bals populaires des clubs de Salvador. Les musiciens, qui se sont rencontrés à l'école, ont des petits boulots pour joindre les deux bouts. Au départ, le groupe n'était composé que d'hommes, mais en 1994, ils font venir deux danseuses. À l'époque, le groupe était mené par les chanteurs Compadre Washington et Beto Jamaica. Plus tard, le groupe subit ses premières transformations. L'une d'entre elles est l'émergence d'une nouvelle manifestation du pagode, un style typique de la deuxième génération de pagode, de la part de groupes comme Gera Samba, dont la chanson la plus célèbre est É o Tchan sortie en 1995. Cette année voit la première scission du groupe. Deux musiciens quittent Gera et forment un autre groupe, Terra Samba.
En 1996, le groupe fait sensation au carnaval de Salvador, avec des succès tels que É o Tchan, Paquerei, Beco do Siri et Pega, Rex. En 1997, la deuxième scission a lieu. Une partie de Gera Samba devient un autre groupe de pagode qui, en raison du succès de l'album sorti en 1996, est rebaptisé É o Tchan ! Ce groupe mélange parfois le pagode et les rythmes régionaux, y compris l'axé, mais conservent le modèle sensuel des samba-pagode de groupes célèbres comme son prédécesseur Gera Samba. La même année, ils sortent leur nouveau tube Swing de Rua et le groupe apparait dans quelques programmes télévisés, mais en 1998, ils connaissent un grand succès lorsqu'ils réenregistrent un autre groupe de swingueira appelé Patrulha do Samba. Depuis lors, Gera Samba ne subit pas ce genre de transformations. Cependant, en 2003, le reste du groupe décide de revenir avec un grand succès.
En 2015, le groupe dirigé par le chanteur Marinho Fersan, plus connu sous le nom de Furacão do Recôncavo, se concentre sur la samba de raiz,. En 2016, le groupe est dirigé par le chanteur Cris Mel,,,,,. Leur première chanson est Pole Dance,.

## Discographie
- 1990 : Gera
- 1993 : A Cordinha
- 1994 : Dança do Siri
- 1995 : O Tchau de Mário e Edson
- 1996 : É o Tchan
- 1997 : A Separação
- 1999 : Pirou
- 2003 : Pout Porri de Samba Reggae